# Productos de construcción
El Reglamento Europeo 305/2011 de Productos de Construcción (RPC) define producto de construcción como cualquier producto o kit incorporado de forma permanente en las obras de construcción (o partes de las mismas) y cuyas prestaciones influyan en los requisitos básicos de las obras. No se incluyen por tanto aquellos que se fabrican para su incorporación temporal a una obra, tales como andamios, puntales, encofrados, etc.
El RCP es el marco reglamentario europeo y derogó de forma completa en julio de 2013, tras un periodo transitorio, la Directiva de Productos de Construcción (DPC). Este Reglamento es la base del marcado CE de productos de construcción.
Dentro de los productos de construcción se incluyen materiales, elementos semielaborados, componentes y obras o parte de las mismas, tanto terminadas como en proceso de ejecución.

## Reglamento Europeo de Productos de Construcción

### Suministrador de productos de construcción
Como responsable, entre otras cosas de la calidad de los productos de construcción, está el agente de la edificación contemplado en la LOE como Suministrador de Productos.
Se consideran suministradores de productos, a todos aquellos fabricantes, almacenistas, importadores o vendedores de productos de construcción. En el RPC se habla de agentes económicos (fabricante, importador,  distribuidor o  representante autorizado). Los agentes económicos de productos son los responsables de realizar correctamente el proceso del marcado CE, en su caso con ayuda por parte de los organismos autorizados, dependiendo del sistema de evaluación de la conformidad al que pertenezca su producto.

### Marcado CE y Declaración de prestaciones
Cuando un producto de construcción esté cubierto por una norma armonizada o sea conforme con una especificación técnica armonizada emitida para el mismo y citada en el DOUE, el fabricante emitirá una declaración de prestaciones (DoP), que expresa las prestaciones del producto de construcción en relación con sus características esenciales. Al emitir esta DoP el fabricante asumirá la responsabilidad de la conformidad del producto de construcción con la prestación declarada. Estas especificaciones técnicas armonizadas, que sirven de base para la DoP, pueden ser:
- normas europeas armonizadas, emitidas por el Comité Europeo de Normalización y adoptadas por la Asociación Española de Normalización (UNE); o
- un documento de idoneidad técnica europeo.

El marcado CE se debe colocar en los productos de construcción respecto de los cuales el fabricante haya emitido una declaración de prestaciones. El marcado CE constituye el pasaporte que permite a los productos incorporarse al mercado a nivel europeo. Al colocar el marcado CE , el fabricante indica que asume la responsabilidad sobre la conformidad de ese producto de construcción con las prestaciones declaradas, así como el cumplimiento de todos los requisitos aplicables establecidos en el presente Reglamento y en otra legislación armonizada pertinente de la Unión Europea.

### Requisitos básicos de las obras de construcción
El RPC recoge los siguientes requisitos básicos
1. Resistencia mecánica y estabilidad
2. Seguridad en caso de incendio
3. Higiene, salud y medio ambiente
4. Seguridad y accesibilidad de utilización
5. Protección contra el ruido
6. Ahorro de energía y aislamiento térmico
7. Utilización sostenible de los recursos naturales

### Proceso a realizar por el suministrador para el marcado CE
Existen dos procedimientos, dependiendo de la familia de productos a la que pertenezca el producto que quiere incorporar el marcado CE.  
Los productos más habituales desarrollan normas armonizadas en CEN y se les aplica directamente un sistemas de evaluación y verificación de la constancia de las prestaciones, que puede ser, de mayor a menor exigencia, 1+, 1, 2+, 3, 4 (el sistema 2, existente en la DPC, desaparece en el RPC). Cada sistema conlleva unos procedimientos a realizar por parte del fabricante para demostrar que su producto cumple con la norma armonizada. En función del sistema de evaluación y verificación de la constancia de las prestaciones, participan organismos notificados como laboratorios y organismos de certificación. 
Los productos no cubiertos por una norma armonizada pueden optar a un Documento de evaluación europeo emitido por un Organismo de evaluación técnica (OET), que consiste en un documento donde se recogen las evaluaciones y ensayos realizados.
Una vez emitida la Declaración de prestaciones basada, si procede, en los certificados emitidos por los organismos de certificación, el fabricante puede poner el marcado CE sobre el producto o la documentación de acompañamiento.

### Proceso para poder fijar el marcado CE sobre un producto
- El Reglamento Europeo 305/2011 por el que se establecen condiciones armonizadas para la comercialización de productos de construcción establece unos requisitos básicos. Con base en dichos requisitos se elaboran documentos armonizados, que pueden ser normas europeas o DITE. En el caso de normas armonizadas europeas, se sigue el siguiente procedimiento:
  - El Comité Europeo de Normalización (CEN) elabora la norma armonizada por mandato de la Comisión. En dicho mandato se expresa el sistema de Evaluación y Verificación de la Constancia de las Prestaciones (EVCP) aplicable y las prestaciones que deben declararse.
  - UNE traspone las normas europeas armonizadas a normas españolas, incluyendo el anexo ZA que sirve de base al marcado CE.
  - La Comisión Europea, si considera que la norma publicada se corresponde con lo establecido en el Mandato, publica su referencia en el DOUE, incluyendo las fechas en que el marcado CE es voluntario y obligatorio. Hasta su publicación en el Diario Oficial de la Unión Europea, la norma armonizada no puede usarse para marcado CE.
  - Una vez citada la norma armonizada y a partir del periodo voluntario, el fabricante, importador,  distribuidor o  representante autorizado pueden fijar el marcado CE sobre el producto tras realizar satisfactoriamente las tareas impuestas en el sistema EVCP correspondiente incluyendo, si procede, la acción de un organismo de certificación. A partir de la fecha obligatoria, el marcado CE es un requisito para comercializar ese producto en el Espacio Económico Europeo (EEE).
- En el caso de DITE, la Organización Europea de Aprobación Técnica (EOTA) elabora la Guía DITE por mandato de la Comisión.

### Criterios ambientales
El RPC incluye referencias a la sostenibilidad ambiental. Aparece un nuevo requisito básico sobre uso sostenible de recursos, que habla de durabilidad, reutilización y  reciclabilidad de las obras de construcción y sus materiales, o el uso de materiales secundarios. Esos criterios entroncan con las iniciativas de economía circular. Por otro lado, el requisito básico 3 que incluye medio ambiente pasa de trata casi exclusivamente sustancias peligrosas a cubrir aspectos como cambio climático o calidad de medio ambiente. El RPC supone por tanto un avance en el modo de considerar el medio ambiente en construcción respecto a la Directiva.

Sobre el modo de realizar evaluaciones ambientales de las obras, hace referencia a las Declaraciones ambientales de producto (DAP):
Para la evaluación del uso sostenible de los recursos y el impacto medioambiental de las obras de construcción deben utilizarse, cuando estén disponibles, las declaraciones medioambientales de productos [RPC, consideración 56]
Estas Declaraciones presentan información basada en ciclo de vida de productos y servicios de construcción, conforme a las Normas UNE-EN ISO 14025 y UNE-EN 15804. En España el principal programa es GlobalEPD, administrado por AENOR.

### Marcado CE digital
El Reglamento Delegado (UE) 157/2014 permite a los fabricantes  hacer accesibles sus declaraciones de prestaciones (la información asociada al marcado CE) en páginas web. Actualmente, se emplea el pdf para este fin, lo que abarata costes y reduce el impacto asociado al uso de papel. No obstante, este formato pdf no permite -de forma sencilla- la lectura por software para uso en programas de presupuestos o BIM. 
Con el fin de permitir el uso de la información de la declaración de prestaciones en un formato digital, se creó el concepto Smart CE. En 2018, el Comité Europeo de Normalización publicó el CWA 17316, que define el formato XML para smart CE. En 2020, la Asociación Española de Normalización publicó la Norma UNE 41316, que desarrolla este formato e introduce requisitos y criterios para declarar información adicional, como las declaraciones ambientales de producto.